# Azur–1
Azur–1, más jelzéssel GRS A vagy GRS 1 (German Research Satellite) az első Németországban kifejlesztett műhold. 1969. november 8-án indították az amerikai Vandenberg légibázisról egy Scout hordozórakétával. A műhold feladata a Van Allen öv  és a sarki fény tanulmányozása volt. 

## Jellemzői
Építette a Gesellschaft für Weltraumforschung mbH, üzemeltette a BMWF és a NASA. A program költsége 80 millió DM volt.
Megnevezései: Azur–1; GRS–A (German Research Satellite); kódszáma SSC 4221; COSPAR: 1969-097A
1969. november 8-án a Vandenberg légitámaszpontról egy Scout–B négyfokozatú hordozórakéta SLC–5 (LC–Launch Complex) jelű indítóállványról juttatta magas Föld körüli pályára (HEO = High-Earth Orbit). Az orbitális egység pályája 110,5 perces, 102,7 fokos hajlásszögű, elliptikus pálya perigeuma 380 kilométer, az apogeuma 3150 kilométer volt. Tömege 71 kilogramm.
November 8-án kezdte meg, egy évre tervezett szolgálatát. Mágnesesen stabilizált. Gázfúvókái segítségével több pályamódosítást hajtott végre. Az űreszköz felületét napelemek borították, éjszakai (földárnyék) energia ellátását ezüst-cink akkumulátorok biztosították.
Feladata
- pályasíkjában mérte a Nap energia spektrumát, a protonok és elektronok jelenlétét,
- mérte a 40 kiloelektronvoltnál (keV) nagyobb elektronok áthaladását,
- mérte a Nap-protonok mennyiségét,
- műszerei: fluxus magnetométer; proton teleszkóp,- alfa teleszkóp,- elektron detektor; Geiger–Müller-számláló; fotométerek.

December 8-án az adatrögzítő magnó befejezte működését, a telemetria 1970. június 29-én meghibásodott. 1979-ben belépett a légkörbe és megsemmisült.

## Külső hivatkozások
- Azur. skyrocket.de. (Hozzáférés: 2014. január 30.)
- Azur. skyrocket.de. [2016. december 4-i dátummal az eredetiből archiválva]. (Hozzáférés: 2014. január 30.)
- Azur. lib.cas.cz. [2013. október 13-i dátummal az eredetiből archiválva]. (Hozzáférés: 2014. január 30.)
- Azur. astronautix.com. (Hozzáférés: 2014. január 30.)